# Pohorovice
Obec Pohorovice se nachází v okrese Strakonice v Jihočeském kraji. Leží zhruba 5,5 km severozápadně od města Vodňany. Žije zde 85 obyvatel.

## Přírodní poměry
Území obce geomorfologicky přísluší do celku Českobudějovická pánev, podcelku Putimská pánev a okrsku Mladějovická pahorkatina. 

## Historie
První písemná zmínka o obci pochází z roku 1227.

## Části obce
- Pohorovice
- Kloub, včetně osady Radany

## Osobnosti
- Jan Ladislav Mašek (1828–1886), pedagog